# Jafar Panahi
Jafar Panahi (persa: جعفر پناهی, d͡ʒæˈfæɾ pæˈnɒːhiː) (Miyana, Iran, 11 de juliol de 1960) és un director de cinema, un dels més influents de l'anomenada nova ona iraniana. El seu treball ha rebut grans elogis tant dels teòrics del cinema com dels crítics de tot el món. Les seves pel·lícules han rebut nombrosos premis entre els quals destaquen el Lleó d'Or al Festival Internacional de Cinema de Venècia, l'Os d'Or al Festival Internacional de Cinema de Berlín i la Palma d'Or al Festival Internacional de Cinema de Canes.

## Biografia
Jafar Panahi tenia deu anys quan va escriure el seu primer llibre, amb el qual va guanyar un concurs literari. També a aquesta edat va començar a interessar-se pel cinema rodant pel·lícules en 8mm, actuant en una d'elles i ajudant a completar una segona. Més tard es va dedicar a la fotografia. Durant el servei militar, que Panahi va realitzar mentre la guerra Iran-Iraq (1980-88), va fer un documental sobre la seva experiència en aquest conflicte.
Va estudiar direcció en la Facultat de Cinema i Televisió de la Universitat de Teheran. La seva carrera professional la va començar rodant diverses pel·lícules per a TV; també va treballar com a ajudant del director Abbas Kiarostami en la pel·lícula Zir-e derajtân zeytun (1994). que va guanyar la Cambra d'Or en el Festival de Cinema de Cannes. El segon, El mirall (Ayneh) (1997) va ser premiat amb el Lleopard d'Or en el Festival Internacional de Cinema de Locarno.
La seva obra més coneguda fins al moment és El cercle (Dayereh) (2000), en el qual va criticar la forma en què són tractades les dones en la República Islàmica de l'Iran, mostrant les vexacions quotidianes al fet que són sotmeses i la seva falta de llibertat. Panahi va guanyar el Lleó d'Or en el Festival de Cinema de Venècia amb aquesta pel·lícula i el premi de la FIPRESCI d'aquell any en el Festival Internacional de cinema de Sant Sebastià. El cercle va ser seleccionat també entre els 10 millors films de l'any 2000 pels crítics en nombrosos països. Algunes de les seves pel·lícules no han estat estrenades a Espanya o Llatinoamèrica com a Sang i or (Talaye sorkh; en anglès: Crimson Gold 2003), que, no obstant això, va ser mostrada aquest any en la Setmana Internacional de Cinema de Valladolid on va guanyar —ex aequo amb Osama, de l'afganès Siddiq Barnak— l'Espiga d'Or; al Festival de Cannes va aconseguir el premi del jurat de la secció Un Certain Regard.
En aquesta època Panahi va ser detingut a l'Aeroport Internacional John F. Kennedy de Nova York quan estava en trànsit esperant la connexió del seu vol de Hong Kong a Montevideo per a assistir al Festival Cinematogràfic Internacional de l'Uruguai, en negar-se a ser fotografiat i al fet que li prenguessin les empremtes digitals per la policia d'immigració. Després de ser emmanillat i detingut durant diverses hores finalment va ser enviat de tornada a Hong Kong.
Panahi també ha dirigit Offside (2006) en la qual conta la història d'unes joves que es disfressen de nois per a poder assistir a un partit de futbol. La pel·lícula va ser seleccionada per a la secció oficial a competició del Festival de Cinema de Berlín on va aconseguir l'Os de Plata.

### Empresonament
El 30 de juliol de 2009, Mojtaba Saminejad, un bloguer i activista per la defensa dels drets humans que escriu des de dins de l'Iran, va donar a conèixer la notícia que Jafar Panahi havia estat detingut en el cementiri de Teheran on havia assistit al costat d'un nombrós grup de persones per a l'enterrament de Neda Agha-Soltan, la jove iraniana assassinada durant les protestes electorals a l'Iran de 2009, a les mans de la milícia Basij (la seva mort va adquirir gran notorietat arreu del món per haver estat gravada per altres manifestants i difosa en Internet). Posteriorment Panahi va ser alliberat, però se li va retirar el passaport i se li va prohibir abandonar el país.
Al febrer de 2010 les autoritats islàmiques no li van permetre viatjar al Festival de Cinema de Berlín per a participar en unes jornades sobre el Present i futur del cinema a l'Iran. Expectatives dins i fora de l'Iran
L'1 de març, Panahi va ser detingut de nou, aquesta vegada a la seva casa juntament amb la seva dona Tahereh Saidi, la seva filla Solmaz Panahi i 15 dels seus amics que van ser portats a la presó d'Evin, que queda en el barri del mateix nom al nord de Teheran i que és famosa pels seus presos polítics. Molts d'ells van ser alliberats a les 48 hores. Els també cineastes Mohammad Rasoulof i Mehdi Pourmoussa van sortir en llibertat el 17 de març de 2010, però no Panahi. La seva detenció va ser confirmada pel procurador general de Teheran, Abas Jafari Dolatabadi, que no va especificar els càrrecs contra ell, limitant-se a assegurar que Panahi no havia estat arrestat per ser "un artista o per raons polítiques", sinó per haver "comès un delicte".
Els directors de cinema Ken Loach, els germans Dardenne, Jon Jost, Walter Salles, Olivier Assayas, Tony Gatlif, Abbas Kiarostami, Kiomars Pourahmad, Bahram Bayzai, Asghar Farhadi, Nasser Taghvai, Kamran Shirdel i Tahmineh Milani, els actors Brian Cox i Mehdi Hashemi, les actrius Fatemeh Motamed-Aria i Golshifteh Farahani, els crítics de cinema Roger Ebert, Amy Taubin, David Denby, Kenneth Turan, David Ansen, Jonathan Rosenbaum i Jean-Michel Frodon, Federació Europea per a les Associacions Nacionals dels Directors de la Televisió i del Cinema (FERA), l'Acadèmia de Cinema Europeu, els australians Asia Pacific Screen Awards, la Network for the Promotion of Asian Cinema, el Festival Internacional de Cinema de Berlín, el Festival Internacional de Cinema de Karlovy Vary, el Festival Internacional de Cinema de Rotterdam, el festival cinematogràfic txec Febiofest, l'estatunidenca National Society of Film Critics, la canadenca Toronto Film Critics Association i el Consell Turc de Cinema van demanar el seu alliberament, així com els ministres francesos Bernard Kouchner (afers exteriors) i Frédéric Mitterrand (Cultura i Comunicació), el ministre alemany d'afers exteriors Guido Westerwelle, el Govern Canadenc, la diputada verda finlandesa Rosa Meriläinen i Human Rights Watch, que van condemnar la detenció.
Set dies després, un grup de coneguts productors, directors i actors iranians van visitar a la família de Jafar Panahi per a mostrar-los el seu suport i fer una crida pel seu immediat alliberament. El 18 de març se li va permetre rebre visites de la seva família i d'un advocat. El 14 d'abril, el ministre de Cultura iraniana va dir que Panahi havia estat arrestat perquè "estava fent una pel·lícula contra el règim en la qual es mostraven els esdeveniments posteriors a les eleccions de 2009", però en una entrevista amb l'AFP a mitjan març, la dona de Panahi ja havia negat aquesta versió: "La pel·lícula estava sent rodada a l'interior de la nostra casa i no tenia res a veure amb el règim islàmic."
Al març molts actors, directors i productors iranians van signar una petició demanant l'immediat alliberament de Jafar Panahi. El 30 d'abril un gran nombre de directors nord-americans entre els quals es trobaven Robert Redford, Martin Scorsese, Steven Spielberg, Robert De Niro, Ethan i Joel Coen, Michael Moore, Jonathan Demme, Jim Jarmusch i Oliver Stone, van signar una carta insistint en l'alliberament del cineasta iranià. La carta acabava amb aquestes línies: “Igual que els artistes de tot el món, també els cineastes iranians haurien de ser reconeguts i no censurats, reprimits i empresonats.” Escollit membre del Jurat del Festival de Canes 2010, Panahi no va poder acudir perquè seguia empresonat i la seva cadira es va deixar buida simbòlicament.
El 18 de maig periòdics de tot el món publicaven fragments del missatge enviat per Panahi des de la presó:
| « | Per la present declaro que he estat objecte de maltractaments a la presó d'Evin. El dissabte 15 de maig de 2010, els guàrdies de la presó van entrar de sobte en la nostra cel·la, la número 56, i ens van treure a mi i als meus companys, ens van fer despullar-nos i ens van tenir al fred durant una hora i mitja. El diumenge al matí em van portar a la sala d'interrogatoris i em van acusar d'haver filmat l'interior de la meva cel·la, cosa que és completament falsa. Llavors em van amenaçar amb empresonar a tota la meva família a Evin i maltractar a la meva filla en una presó poc segura de la ciutat de Rejayi Shahr. No he menjat ni he begut res des del diumenge al matí, i declaro que si els meus desitjos no són respectats continuaré abstenint-me de beure i menjar. No vull ser una rata en un laboratori. Víctima dels seus malaltissos jocs, amenaçat i torturat psicològicament. Les meves exigències són: -Tenir la possibilitat de contactar i veure a la meva família, així com tenir la completa seguretat que estan fora de perill. -El dret a tenir i comunicar-me amb un advocat, perquè ja he passat 77 dies a la presó. -La llibertat incondicional fins al meu judici i el veredicte final. Finalment, juro pel que crec que és el cinema que no deixaré la meva vaga de fam fins que els meus desitjos siguin satisfets. El meu últim desig és que les meves restes siguin retornades a la meva família, perquè puguin enterrar-me en el lloc que triïn. | » |

Després de 10 dies de vaga de fam i gràcies a la mobilització internacional a favor del seu alliberament —diverses organitzacions com Amnistia Internacional o la International Campaign for Human Righhts in Iran van organitzar la recollida de signatures en suport del cineasta—, el 25 de maig Panahi va sortir de la presó sota fiança de 2.000 milions de rials, equivalent llavors a uns 150.000 €. Panahi va estar 88 dies entre reixes.
No obstant això, el 20 de desembre de 2010 va ser condemnat a 6 anys de presó i 20 d'inhabilitació per a fer cinema, viatjar a l'estranger o concedir entrevistes. Panahi va apel·lar la sentència, però a l'octubre de 2011 un tribunal de Teheran va confirmar la pena que li havien donat. El delicte que se li imputa és "actuar contra la seguretat nacional i fer propaganda contra l'estat". Farideh Gheyrat, l'advocada del cineasta, va anunciar immediatament que recorrerà al Tribunal Supremio "quan rebi la confirmació oficial de la condemna".

## Estil
L'estil de Panahi és sovint descrit com una forma iranià del neorealisme. Jake Wilson descriu les seves pel·lícules com connectades per un "conflicte entre la immediatesa del documental i una sèrie de normes estrictes amb paràmetres formals i molt definits" al costat d'una "ira obertament expressada a les restriccions imposades en la societat iraniana". La seva pel·lícula Offside té tal relació amb la realitat immediata, que va ser rodat en el mateix moment en què s'estaven produint els fets que han estat dramatitzats: la trobada entre l'Iran i Bahrain en la final per la Copa Mundial de Futbol en 2006.
Panahi difereix del seu company i mestre, el director realista Abbas Kiarostami, en l'explícit de la seva crítica social. Stephen Teo va escriure que "les pel·lícules de Panahi redefineixen els temes humanitaris del cinema iranià contemporani, especialment i en primer lloc per tractar els problemes que sofreixen les dones a l'Iran en l'actualitat, i en segon lloc per representar personatges humans que no són persones concretes i específiques, sinó més aviat figures que, no obstant això, són personatges que romanen plens de vida, atrapant l'atenció de l'espectador i agarrant els seus sentits. Igual que els millors directors iranians que han estat reconeguts en el món sencer, Panahi evoca l'humanitarisme d'una manera poc sentimental, a la manera realista, sense que sigui necessàriament primordial el missatge social o polític. En essència, això és el que ha definit la peculiar estètica del cinema iranià. La seva sensibilitat té tanta força que l'única manera que tenim de contemplar al cinema iranià és la d'equiparar-lo amb el concepte universal de l'humanitarisme."
Panahi explica que el seu estil pot ser descrit com a "esdeveniments humanitaris interpretats d'una forma poètica i artística". També diu: "En un món en el qual les pel·lícules estan fetes amb milions de dòlars, nosaltres hem fet una pel·lícula sobre una nena que vol compari un peix per menys d'un dòlar. Això és el que estem intentat mostrar a Badkonake sefid."
En una entrevista amb Anthony Kaufman, Panahi va assenyalar: "Jo era molt conscient de no intentar jugar amb les emocions de la gent. No tractem de fer seqüències que els fessin plorar a borbollons. Volíem involucrar la part intel·lectual de la gent, però amb ajuda de l'aspecte emocional i que resultés una combinació de les dues."

## Filmografia
- Yarali Bashlar  (1988, curtmetratge documental)
- Kish (1991, curtmetratge documental)
- Doust (1992, curtmetratge)
- Ajarin emtehan (1992, curtmetratge)
- Negah-E Dovom (1993, curtmetratge documental)
- Badkonake sefid (The White Balloon, 1995)
- Ardekoul (1997, curtmetratge documental)
- Ayneh (The Mirror, 1997)
- Dayereh (The Cercle, 2000)
- Talaye Sorj (Crimson Gold, 2003)
- Offside  (2006)
- Farsh-e Irani (col·lectiva, curtmetratge Untying the Knot, 2007)
- In film nist (This Is Not A Film, 2011) —codirigida amb Mochtabah Mirtahmasp.
- Pardé (Closed Curtain, 2013) —codirigida amb Kambuziah Partoví.
- Taxi Teheran (2015)
- Se Rokh (3 Faces, 2018)
- The Year of the Everlasting Storm (col·lectiva, curtmetratge Life, 2021)
- Khers Nist (No Bears, 2022)
- Yek tasadof-e sadeh (It Was Just An Accident, 2025)

## Premis i distincions
Festival Internacional de Cinema de Canes
| Any  | Categoria                         | Pel·lícula          | Resultat  |
| ---- | --------------------------------- | ------------------- | --------- |
| 1995 | Caméra d'Or                       | Badkonake sefid     | Guanyador |
| 2003 | Premi del jurat Un Certain Regard | Talaye sorkh        | Guanyador |
| 2011 | Carrossa d'Or                     | In film nist        | Guanyador |
| 2018 | Millor guió                       | Se rokh             | Guanyador |
| 2025 | Palma d'Or                        | Yek tasadof-e sadeh | Guanyador |

Festival Internacional de Cinema de Berlín
| Any  | Categoria   | Pel·lícula   | Resultat  |
| ---- | ----------- | ------------ | --------- |
| 2013 | Millor guió | Pardeh       | Guanyador |
| 2015 | Os d'Or     | Taxi Teheran | Guanyador |

Jafar Panahi ha rebut nombrosos premis. Aquests són els més importants:
- HIVOS Cinema Unlimited Award 2007, a tota una carrera
- Pudú, Festival Internacional de Cinema de Valdivia 2007, a tota una carrera
- Os de Plata, Festival de Berlín 2006
- Lleó d'Or, Festival de Cinema de Venècia 2000
- Lleopard d'or, Festival Internacional de Cinema de Locarno 1997

## Festivals de cinema
Panahi ha estat membre del jurat en nombrosos festivals internacionals de cinema:
- President del Jurat del Festival Internacional de Cinema de Mont-real (2009)
- President del Jurat del Festival Internacional de Cinema de Rotterdam (2008)
- President del Jurat del International Film Festival of Kerala (2007)
- International Euràsia Film Festival (2007)
- Festival Internacional de Cinema de Karlovy Vary (2001)